# 卡恰军事航空学校
卡恰军事航空学校是苏联空军学校，始建于1910年，位于塞瓦斯托波爾，1941年搬迁至萨拉托夫州红库特，1954年搬至伏尔加格勒，1998年关闭。知名校友包括斯大林之子瓦西里·斯大林。